# Studena Point
Der Studena Point (bulgarisch нос Студена nos Studena) ist eine 1,4 km lange Landspitze im Nordosten der Anvers-Insel im Palmer-Archipel westlich der Antarktischen Halbinsel. Sie liegt an der Nordküste der Parker-Halbinsel bzw. am Ufer der Fournier-Bucht. Die Landspitze bildet 3,77 km südlich des Predel Point, 13,72 km südsüdwestlich des Dralfa Point und 15,55 km südwestlich des Andrews Point die Westseite der Einfahrt zur Dalchev Cove und trennt die Mündungen des Kleptusa- und des Altimir-Gletschers.
Britische Wissenschaftler kartierten sie 1980. Die bulgarische Kommission für Antarktische Geographische Namen benannte sie 2009 nach verschiedenen Ortschaften in Bulgarien.